# 花旗蔘蜜

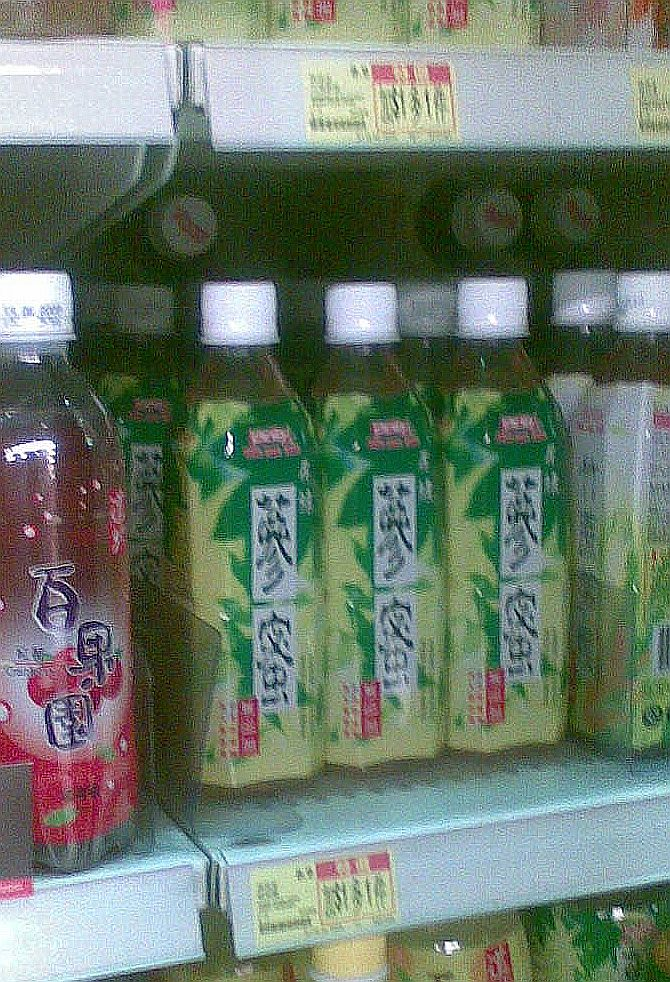
超級市場中的花旗蔘蜜

花旗蔘蜜，一種以為花旗蔘及蜂蜜調合而成的飲品，可熱飲或冷飲。

## 花旗蔘蜜的營養
花旗蔘：
具有二十多種「人蔘皂」的主要活性成份，對中樞神經系統有鎮靜和新陳代謝的作用，防止抑壓性潰瘍、增強胃腸蠕動、抗疲勞、影響內分泌系、及加快糖類、脂肪和蛋白的新陳代謝及合成。並能夠滋補中氣、增強活力、補肺消熱、寧神安睡、開胃健脾、 生津、止渴。
蜜糖：
一種高濃度的糖液，能產生很高熱量，成分包括是單糖、果糖和葡萄糖、有機酸、人體必需微量元素及氨基酸等，並富含多種維他命，不但有助身體排毒，更能補虛潤肺燥、滋潤喉嚨。李時珍在《本草綱目》，指蜜糖能清熱、補中、解毒、潤燥及止痛五大功效。

## 茶餐廳中的花旗蔘蜜
蔘蜜早已在香港的餐飲業佔了一定的地位。在一般的茶餐廳加少許錢已能嘗到；在快餐店、酒樓等亦不難找到蔘蜜的蹤影；甚至在部份cafe及自助餐中也有蔘蜜提供；而因為蔘蜜有潤喉的功能，在近年出現的燒烤場及卡拉OK場所中蔘蜜是必然之選來的。
一般餐廳都會用蜜糖開水再加幾片花旗蔘沖製蔘蜜，因此，餐廳中提供的大多是熱蔘蜜。部份餐廳會用平價、較少的花旗蔘，令沖製出來的蔘蜜出現沒有蔘味、過甜甚至淡而無味等問題。隨著時代發展，近年開始出現蔘蜜與其他飲品的配搭如檸檬蔘蜜。

## 資料來源
1. ↑  泰昌行 的存檔，存档日期2009-05-09.
2. ↑  德盛行 的存檔，存档日期2009-03-26.